# Partido judicial de Gijón
El partido judicial de Gijón es uno de los dieciocho partidos en los que se divide judicialmente Asturias, en el norte de España. Es el partido judicial número 8 de la comunidad autónoma y da servicio a una población cercana a los 300.000 habitantes.

## Ámbito geográfico
El ámbito territorial, que viene regulado por el Real Decreto 529/1983, de 9 de marzo, comprende los municipios de:
- Carreño
- Gijón